# Nanhui New City
| Lingang                                 | Lingang                                            |
| --------------------------------------- | -------------------------------------------------- |
| Staat:                                  | Volksrepublik China                                |
| Provinz (Regierungsunmittelbare Stadt): | Shanghai                                           |
| Stadtbezirk:                            | Pudong                                             |
| Geografische Koordinaten:               | 30° 54′ N, 121° 56′ O                              |
| Zeitzone:                               | China Standard Time (CST) UTC+8 (keine Sommerzeit) |
| Einwohner: - Metropolregion:            | 600.000 (2010) siehe Shanghai                      |
| Bevölkerungsdichte (2010):              | ca. 2.160,9 Einwohner je km²                       |
| Fläche (2010):                          | 277,66 km²                                         |
| Fläche (geplant):                       | 453,26 km²                                         |

Lingang (chinesisch 临港新城, Pinyin Língǎng Xīnchéng; Lingang New City, Shanghai Harbour City) ist eine seit 2003 im Bau befindliche, bis 2020 fertigzustellen gewesene Planstadt im Stadtbezirk Pudong der regierungsunmittelbaren Stadt Shanghai in der Volksrepublik China. Sie wurde 2012 in Nanhui (chinesisch 南汇新城镇, Pinyin Nánhuì Xīnchéng Zhèn) umbenannt.

## Geografie

### Geografische Lage
Das Gebiet, auf dem Lingang derzeit errichtet wird, liegt an der Spitze der Halbinsel zwischen den Mündungen des Jangtse und des Qiantang an der Hangzhou-Bucht. Es liegt auf 30°54' nördlicher Breite und 121°56' östlicher Länge, ca. 60 km südöstlich des Zentrums von Shanghai. Ein Großteil des Geländes für die neue Stadt wurde dem Ostchinesischen Meer durch Eindeichung und Polderbildung abgerungen.

### Administrative Gliederung
Gegenwärtig setzt sich Lingang aus sieben Verwaltungseinheiten zusammen, von denen sechs dem Stadtbezirk Pudong (Stadt Shanghai) unterstehen, während eine weitere zum Kreis Shengsi (Stadt Zhoushan, Provinz Zhejiang) gehört. Es sind dies:
- in Pudong:
  - Straßenviertel Shengang (申港街道), 74,1 km², 150.000 Einwohner;
  - Großgemeinde Luchaogang (芦潮港镇), 3,3 km², 30.000 Einwohner;
  - Staatsfarm Luchaogang (芦潮港农场), 29 km², 19.000 Einwohner;
  - Großgemeinde Nicheng (泥城镇), 61,5 km², 80.010 Einwohner;
  - Großgemeinde Wanxiang (万祥镇), 23,4 km², 22.000 Einwohner;
  - Großgemeinde Shuyuan (书院镇), 65 km², 67.700 Einwohner;
- in Shengsi:
  - Großgemeinde Yangshan (洋山镇), einschließlich ihres Tiefwasserhafens, 21,36 km², 16.000 Einwohner.

### Ausdehnung des Stadtgebiets
Das zukünftige gesamte Planungsgebiet von 300 km² Fläche wird sich vor allem auf den neu hinzugewonnenen Flächen des ehemaligen, 2009 aufgelösten Shanghaier Stadtbezirks Nanhui, auf den flachen südlichen Jangtseuferzonen ausbreiten, aber auch bisher nur landwirtschaftlich und kleinsiedlerisch genutzte Flächen im Westen mit einbeziehen.

### Nachbargemeinden
Lingang grenzt im Westen an den Shanghaier Stadtbezirk Fengxian und im Nordwesten des übergeordneten Stadtbezirks Pudong an Minhang.

## Geschichte
Um dem großen Bevölkerungs- und Industriewachstum der Metropole Shanghai nachzukommen, organisierte das Shanghaier Stadtplanungsamt 2002 einen internationalen Wettbewerb zur Planung einer neuen Industrie-, Wohn- und Hafenstadt, welchen das Hamburger Architekturbüro Gerkan, Marg und Partner gewann. Die Stadtneugründung steht im Zusammenhang mit dem internationalen Container-Tiefwasserhafen Yangshan, der vor der Shanghaier Küste liegt, verbunden durch die 32,5 km lange Seebrücke Donghai Daqiao. Die Planstadt Lingang New City sollte kein weiterer von Shanghai abhängiger Satellit sein, sondern nach seiner Konzentration auf die Wirtschaftszweige Seeschifffahrt, maritimer Handel und damit zusammenhängende Dienstleistungen eine eigenständige Funktion ausüben.

## Städtebauliches Konzept/Stadtgliederung
Die Planstadt sollte international Maßstäbe in baulicher Qualität, ökologischen Aspekten, urbaner Identitätsstiftung und alltagstauglicher Funktionalität setzen. Als planerische Metapher wurde der fallende Wassertropfen und seine sich auf der Oberfläche ausbreitenden konzentrischen Kreise gewählt. Die teilbebauten Quartiere sind durchgrünt und aufgelockert und der ÖPNV wurde dicht projektiert. Im inneren Bereich der konzentrischen Kreise gibt es relativ kurze Wege zu allen wichtigen öffentlichen Einrichtungen, dem Versorgungsbedarf und den zentralen Bildungs- und Freizeitangeboten.
Im Mittelpunkt der Planstadt Lingang wurde ein kreisrunder See namens Lake Dishui mit einem Durchmesser von 3 km angelegt. Daraus ergeben sich ungefähr 9 km Seeuferlinie, die als Seepromenade und Badestrand angelegt werden. Als Bezeichnung der Uferpromenade hat sich „Lingang Bund“ durchgesetzt. Auf Inseln im See finden kulturelle Einrichtungen, öffentliche Gebäude und Freizeitflächen Platz. Direkt am Seeufer befinden sich teure Luxuswohnungen, und in konzentrischen Ringen um den See herum gereiht werden ein dichtbebauter Wirtschafts- und Verwaltungsbezirk und dahinter ein 500 m breiter und rund 10 km langer Park mit weiteren öffentlichen Bauten. Die Erschließung der Stadt erfolgt über ein System aus kreisrunden und vom Zentrum aus radial verlaufenden Straßen. Diese teilen das Stadtgebiet in Sektoren auf und führen so zu einer klaren Ordnung.
Das städtische Zentrum Lingangs bildet der autofreie Wirtschaftsdistrikt mit Geschäften, Einkaufspassagen, Büros in Mischnutzung sowie verdichteten Wohngebieten. Der Bezirk wird von Fußgängerzonen durchzogen. Am Park schließen – ebenfalls konzentrisch angelegt – 14 blockartige Wohnquartiere für jeweils ca. 13.000 Bewohner an. Diese werden alle von Wasserläufen und kleinen Seen durchsetzt. Quartiersplätze und zwischen den Blockquartieren liegende mittelgroße Parks bieten Raum für städtisches Leben, Freizeitaktivitäten und Erholung. Eigene Geschäfte, Gesundheits-, Sozial- und Bildungseinrichtungen machen die Quartiere zu infrastrukturell weitestgehend unabhängigen Kleingemeinden. Die Wohnquartiere werden zwar alle im gleichen Raster und mit gleichem Material errichtet, sie erhalten jedoch ein jeweils eigenes Gepräge der öffentlichen Plätze, Einrichtungen und Parks, in dem sie sich an internationale Hafenstädte anlehnen, die als Partnerstädte mit Lingang verbunden sind.
Am westlichen Rand der konzentrischen Anlage sind weite Flächen für Industrie, Gewerbe, hafenbezogene Transport- und Lagerinfrastruktur sowie Forschungs- und Bildungseinrichtungen im Entstehen. Diese Bereiche in der Nähe der Brückenrampe liegen teilweise außerhalb der beplanten Flächen, unterliegen jedoch den gleichen städtebaulichen Bedingungen, insbesondere in Bezug auf ökologische Nachhaltigkeit.
Als erstes großes Bauvorhaben wurde 2008 die 1912 gegründete Shanghai Ocean University von Shanghai auf ihren rund 260 Hektar großen Campus in Lingang New City verlegt. Diese Spezialuniversität mit heute ca. 16.000 Studenten ist aus einer Fachschule für Fischereiwesen entstanden, forscht und lehrt u. a. auf den Gebieten der Ozeanographie, Fischereiwesen und Fangtechnik, Aquakultur, Nahrungsmittelverarbeitung usw. Sie bildet den Kern der gesamten erwarteten (d. h. auch staatlich geplanten) marinebezogenen Wirtschaft und soll so zur Selbstständigkeit der Planstadt beitragen.

### Einwohnerentwicklung
Im ersten Ideenwettbewerb war Lingang für lediglich 300.000 Einwohner gedacht. Umplanungen für eine spätere Fertigstellung im Jahr 2020 sehen nun eine Wohnkapazität von ca. 800.000 Menschen vor. Das Stadtplanungsamt achtet darauf, dass sich in Lingang eine gute soziale Mischung bildet, d. h., es sollen ausreichend bezahlbare Wohnungen gebaut werden. Pro Einwohner sollen 30 m² Wohnfläche verfügbar sein, eine für chinesische Verhältnisse große Messzahl. Durch das radiale Erschließungsnetz wird die Stadt bei Bedarf auch kontrolliert über das geplante Maß hinaus nach außen wachsen können. Um dafür zu sorgen, dass die Wohnkapazität auch ausgenutzt wird, locken die zuständigen Behörden mit Steuervorteilen und sehr geringen Mietpreisen. Auf Wunsch ist es auch möglich, als ausländischer Investor Immobilieneigentum zu erwerben, ohne einen chinesischen Partner nachweisen zu müssen.

## Politik
Zurzeit untersteht das zukünftige Stadtgebiet Lingangs noch dem Shanghaier Stadtbezirk Pudong.

### Städtepartnerschaften
14 internationale Hafenstädte verbindet eine Partnerschaft mit Lingang, u. a. Hamburg.

## Wirtschaft und Infrastruktur

### Wirtschaft
Chinesische Delegationen werben vor allem in den Partnerstädten um Unternehmen, die sich zukünftig in der Region von Lingang, z. B. dem westlich liegenden großen Gewerbepark und dem neuen Hochseehafen Yangshan ansiedeln sollen. Dabei liegt ein Hauptaugenmerk auf Firmen, die bereits in der Volksrepublik China aktiv sind. Man setzt vor allem auf Unternehmen der Branchen Pharma, Chemie, Automobil, Logistik, Energie und Kosmetik.
Ende 2019 ging die Autofabrik Tesla Gigafactory 3 in Betrieb. Im ersten Quartal 2025 soll zudem eine sogenannte „Megafactory“ von Tesla Energy die Massenproduktion von „Megapacks“ (großen Energiespeichersystemen) aufnehmen.

### Verkehr
Das öffentliche Verkehrssystem mit Straßen- bzw. Stadtbahnen auf Straßenniveau funktioniert als Ringbahn, welches allerdings noch nicht eingerichtet ist. Zurzeit decken vereinzelte Buslinien das Stadtgebiet Lingangs ab. Linie 16 der Shanghaier Metro verbindet Lingang mit dem Randgebiet Pudongs (seit Januar 2015 bis Longyang Road), auch Busverbindungen sind vorhanden (Direktverbindung bis Longyang Road). Schnellstraßenverbindungen nach Shanghai (City und Pudong) sind vorhanden, sollen aber für die zu erwartenden höheren Belastungen ausgebaut werden. Neben dem Tiefwasserhafen Yangshan ist ein naher Freihafen für den zollfreien Güterumschlag geplant. Yangshan, vor der Küste gelegen, ist über die 32,5 km lange Donghai Daqiao, die erste chinesische Tiefseebrücke, erreichbar und dient unter anderem dem schnellen Warentransport für Produkte aus den Linganger Betrieben.
Der 1999 eröffnete Flughafen Shanghai-Pudong liegt in knapp 30 Kilometern Entfernung in nördlicher Richtung.

### Bildung
Neben der Shanghai Ocean University haben auch die Shanghai Maritime University und die Shanghai Dianji University einen Campus in Lingang New City.

### Kultur
Seit 2009 ist das weithin sichtbare erste "China Maritime Museum" das Wahrzeichen Lingangs. Das 46.400 Quadratmeter große rechteckige Gebäude, das eine Ausstellung zur Geschichte der chinesischen Seefahrt aufnehmen soll, wird von zwei bis 58 Meter hohen Schalendächern in Segelform überspannt. Die hohe Halle ist geeignet, einmal voll aufgetakelte Dschunken und andere Großobjekte aufzunehmen. Der Entwurf stammt von Gerkan, Marg und Partner.